# Фёдоров, Василий Фёдорович (астроном)
Василий Фёдорович Фёдоров (1802—1855) — русский астроном, профессор, декан физико-математического факультета и ректор Императорского университета Святого Владимира; статский советник. Первовосходитель на вершину горы Большой Арарат (1829).

## Биография
Родился в Санкт-Петербурге 22 апреля (4 мая) 1802 года. Воспитывался в петербургском Воспитательном доме. Затем обучался на физико-математическом отделении философского факультета Дерптского университета (1823—1827), где, получив звание кандидата и золотую медаль, оставался ещё два года. В 1825 году, будучи студентом, по ходатайству В. Я. Струве был назначен помощником директора Дерптской обсерватории и находился в этой должности до 1834 года.
В 1829 году участвовал в экспедиции профессора И. П. Паррота на гору Арарат для определения высот её вершин и их точного географического положения. В 1832 году был командирован на три года в юго-западную Сибирь для определения географических координат точек между 50 и 60 градусами широты; за время командировки определил широту 79 и долготу 42 пунктов от Екатеринбурга до Красноярска и Енисейска. Командировка эта продлилась до 1837 года, после чего он был назначен исполняющим должность ординарного профессора в Киевский университет; 31 декабря 1838 года защитил диссертацию «О точном определении географического положения пунктов, видимых из значительной дали», получил степень доктора математических наук и в 1839 году утверждён ординарным профессором астрономии.
В 1840—1842 годах занимал должность декана II отделения философского факультета, в 1841—1843 годах был проректором, а в 1843 году избран ректором университета; в 1845 году был произведён в статские советники. Его добродушность мешала ему быть хорошим администратором; при нём в Совете университета фактически «образовались две партии, — русская и немецкая, состоявшая собственно из учеников Дерптского университета <…> и эта последняя надолго удержала перевес над первою».  По окончании четырёхлетия он просил освободить его от выбора на новое четырёхлетие и, по званию профессора астрономии, стал заведовать устроенной им астрономической обсерваторией.
Был награждён орденами Св. Владимира 4-й ст. (1838), Св. Станислава 2-й ст. (1845), Св. Анны 2-й ст. (1851), знаком отличия беспорочной службы XX лет.
Умер 24 марта (5 апреля) 1855 года.